# Myzomorphus herteli
Myzomorphus herteli är en skalbaggsart som beskrevs av Gilmour 1960. Myzomorphus herteli ingår i släktet Myzomorphus och familjen långhorningar. Inga underarter finns listade i Catalogue of Life.